# You Spin Me Round (Like a Record)
You Spin Me Round (Like A Record) är en låt av popgruppen Dead Or Alive, från 1984, från albumet Youthquake.
Låten blev etta på brittiska singellistan och en internationell framgång i mitten av 1980-talet. Gruppen fick ett internationellt genombrott och följde upp med flera stora hits. Låten är till största delen skriven av sångaren Pete Burns och finns med i tv-spelet Just Dance 2015.